# Phryno parva
Phryno parva là một loài ruồi trong họ Tachinidae.